# Upogebia neglecta
Upogebia neglecta is een tienpotigensoort uit de familie van de Upogebiidae. De wetenschappelijke naam van de soort is voor het eerst geldig gepubliceerd in 1927 door de Man.